# 2298 Cindijon
2298 Cindijon è un asteroide della fascia principale. Scoperto nel 1915, presenta un'orbita caratterizzata da un semiasse maggiore pari a 2,4056843 UA e da un'eccentricità di 0,1725465, inclinata di 5,16402° rispetto all'eclittica.